# 王樵 (明朝)
王樵（1521年—1599年），字明逸，號方麓，直隸鎮江府金壇縣人，明朝政治人物。官至南京右都御史。

## 生平
嘉靖二十五年（1546年）丙午科應天府鄉試第六十七名舉人。嘉靖二十六年（1547年）中式丁未科會試第二百二十四名，登第三甲第十五名進士。刑部觀政，授行人司行人。升刑部主事，歷官刑部員外郎。遷山東僉事，以病疾歸。
張居正爲首輔，萬曆二年（1574年）二月起用王樵爲浙江僉事，三年五月擢尚寶司少卿，十月晋本司卿。四年四月升南京鸿胪寺卿，五年十二月以科道纠拾致仕。
萬曆十九年（1591年）十月起补南京太仆寺少卿，十一月升南京光禄寺卿，二十年十二月升南京大理寺卿，二十一年六月升南京刑部右侍郎，二十三年五月改任南京右都御史。九月，給事中盧大中彈劾其衰老，神宗因此令其致仕。卒贈太子少保，諡恭簡。

## 著作
纂《读律私笺》24卷，著有《周易私录》、《尚书日记》16卷、《周官私录》、《春秋辑传》15卷，《方麓居士集》14卷，为《四库全书》收录。还有《四书绍闻编》、《李记》1卷、《计曹判事》、《书帷别记》10卷、《评定周易参同契》、《老子解》、《西曹判事》等。修《重修镇江府志》。

## 家族
曾祖王鎮；祖父王瀚，贈兵部主事；父王臬，中宪大夫按察司副使。母于氏（封宜人）。
子王述祖、王啓疆（训导升知县）、王肯堂（己丑進士）、王壬、王在。

## 延伸阅读
- 焦竑《澹园集》《南京都察院右都御史方麓王公行状》

[在维基数据编辑]
 《明史卷二百二十一》，出自《明史》